# Роман Бандурський
Роман Бандурський (пол. Roman Bandurski; 29 липня 1874, Хирів — 1949, Краків) — польський архітектор.

## Біографія
Народився 29 липня 1874 в Хирові в сім'ї машиніста Вінцетія Бандурського. 1885 року помер батько і мати перебралась із дітьми до Кракова. Там проживали у квартирі на вулиці Феліціянок. У Кракові Бандурський навчався в реальній школі, пізніше у Львівській політехніці. Серед викладачів зокрема Теодор Тальовський. Після навчання на початку 1900-х повернувся до Кракова разом із дружиною та маленькою донькою. Оселився в місцевості Дембніки на вулиці Барській, 30. Був членом Товариства любителів історії і пам'яток Кракова. Спільно з Віктором Мярчинським був власником архітектурно-будівельного бюро. Працював будівельним інспектором краківського магістрату. Член Спілки архітекторів Краківського воєводства. Останні роки мешкав в орендованій віллі «Sylvan» на вулиці Поврозничій, 6. Похований на Раковицькому цвинтарі у Кракові.

## Роботи
- Дім «Під Совою» на алеї Красінського, 21 у Кракові (1907).
- Перебудова у неоренесансному стилі власної, початково сецесійної вілли на вулиці Барській, 30 у Кракові (1907).
- Дім Оренштайна на розі вулиць Діетла і Страдомія у Кракові (бл. 1911, співавтор Віктор Мярчинський).[2]
- Дім на вулиці Гарнчарській, 9 у Кракові (1912—1913, співавтор Віктор Мярчинський).
- Дім для службовців краківського магістрату на 24 квартири в місцевості Дембніки (бл. 1911).[3]
- Дім на вулиці Флоріанській у Кракові (1913—1914).
- Численні вілли в місцевостях Нова Вєсь, Дембніки (бл. 1910).
- Генеральний план дільниці Сальватор у Кракові, більшість вілл дільниці.

Нереалізовані
- Одне з двох других місць на конкурсі проектів дому гімнастичного товариства «Сокіл» у місті Горліце (1904).[4]
- Проект дому краківського Технічного товариства. 1905 року здобув друге місце на конкурсі серед членів товариства.[5]
- Проект нової ратуші у Стрию. Виконаний для конкурсу 1906 року. Здобув друге місце.[6]
- IV місце на конкурсі проектів санаторію для грязелікування у Криниці-Здруй (1906).[7]
- III місце на конкурсі проектів Торгово-промислової палати у Львові (1907, співавтор Ян Завейський).[8]
- Проект будинку повітової ради і Ощадної каси для містечка Мелець, виконаний спільно з Яном Завейським для конкурсу 1907 року. Здобув одне з двох других місць.[9]
- Проект відбудови краківської ратуші (до 1908). Був фактично відтворенням зовнішнього вигляду ратуші, втраченої раніше.[10]
- II місце на конкурсі проектів розпланування ділянки під віллову забудову за костелом св. Сальватора під Краковом (1908, співавтор Вайнберг).[11]
- I місце на конкурсі проектів перебудови львівської ратуші (1908). Варіант Бандурського передбачав стилізацію ренесансно-готичних мотивів.[12]
- I місце на конкурсі проектів будівлі Дирекції залізниць у Львові на розі нинішніх вулиць Листопадового чину і Гоголя (співавтор Ян Завейський). Конкурс відбувся 1911 року. Серед семи проектів перше місце здобули два варіанти, виконані спільно Яном Завейським і Романом Банурським із застосуванням барокових та галицьких ренесансних мотивів. До спорудження однак прийнято позаконкурсний план Збіґнєв Брохвіча Левинського, реалізований 1913 року.[13]
- II місце на конкурсі проектів готелю «Брістоль» у Кракові (1912, співавтори Ян Завейський, Віктор Мярчинський).[14]
- II місце на конкурсі проектів будинку Каси хворих у Кракові (1925, співавтор Славомир Одживольський).[15]